# Prova broncodilatadora
La prova broncodilatadora utilitza l'espirometria per avaluar la possible reversibilitat de la broncoconstricció en malalties com l'asma.

## Indicacions
Aquest procediment s'indica en el diagnòstic i el seguiment de l'asma, i en la diferenciació entre l'asma i la MPOC.

## Procediment
Primer es realitza una espirometria per avaluar l'estat respiratori basal del pacient. El broncodilatador, generalment 400mcg de salbutamol, s'administra a continuació i després de 15-30 minuts es repeteix l'espirometria. Un augment en el FEV1 de > 200 ml es considera un resultat positiu. Tingueu en compte, però, que aquesta xifra no s'aplica als nens, i que pot variar segons el resultat basal del pacient. Per això se sol aplicar més sovint el percentatge d'increment del FEV1, que ha de ser superior o igual al 12%.